# Giovanni Vincenzo Acquaviva d'Aragona
Giovanni Vincenzo Acquaviva d'Aragona (Nápoles, 1490 - Itri, 16 de agosto de 1546) foi um cardeal do século XVI.

## Biografia
Nasceu em Nápoles em 1490. Filho de Andrea Matteo III Acquaviva d'Aragona, sétimo duque de Atri, e Isabella Piccolomini Todeschini. Seu segundo sobrenome também está listado como Aragônia. Tio-avô dos cardeais Giulio Acquaviva d'Aragona (1570) e Ottavio Acquaviva d'Aragona, Sr. (1591). Outros cardeais da família são Ottavio Acquaviva d'Aragona, Jr. (1654); Francesco Acquaviva d'Aragona (1706); Troiano Acquaviva d'Aragona (1732); e Pasquale Acquaviva d'Aragona (1770).
Recebeu o subdiácono em Nápoles.
Eleito bispo de Melfi e Rapolla, 7 de fevereiro de 1537. Consagrado (nenhuma informação encontrada). Arcipreste de Santa Maria in Platea di San Flaviano, 17 de junho de 1537. Prefeito do Castelo Sant'Angelo , 2 de junho de 1542.
Criado cardeal sacerdote no consistório de 2 de junho de 1542; recebeu o chapéu vermelho e o título de S. Silvestro e Martino ai Monti, em 12 de junho de 1542.
Morreu em Itri em 16 de agosto de 1546. Enterrado (nenhuma informação encontrada).